# Stone Butch Blues
Stone Butch Blues est un roman de fiction historique écrit par Leslie Feinberg sur la vie d'une lesbienne butch dans l'Amérique des années 1970. Bien que fictive, l'œuvre s'inspire également de la propre vie de Feinberg, et elle l'a décrite comme son « appel à l'action ». Il est souvent considéré comme un travail difficile mais essentiel pour les communautés LGBT, car il « n'hésite jamais à dépeindre l'antisémitisme, le classisme, l'homophobie, l'animosité anti-butch et la transphobie auxquels le protagoniste Jess Goldberg est confronté quotidiennement - mais cela montre aussi le pouvoir de guérison de l'amour et de l'activisme politique ».

## Réception et impact
Stone Butch Blues a reçu des éloges pendant de nombreuses années. Laura Sackton de Book Riot l'a nommé l'un des quarante meilleurs livres queer de tous les temps, le décrivant comme « le genre de récit queer et trans dont nous avons cruellement besoin: honnête, libérateur et vital ». La bibliothèque publique de New York l'a répertorié comme l'un des 125 livres qu'ils aiment, le marquant comme l'avant-garde d'un « nouveau mouvement d'identité politique et de solidarité transgenre qui prenait forme dans les années 1990 ». The Guardian a également classé Stone Butch Blues parmi les « 10 meilleurs livres transgenres ».
Feinberg couvre des sujets liés à l'organisation syndicale et à l'activisme politique dans sa vie réelle, faisant de Stone Butch Blues une pièce politique en plus d'une œuvre LGBT. Le roman est également un travail important pour de nombreux organisateurs syndicaux, répertorié dans Autostraddle comme lecture essentielle de l'histoire du travail LGBT. Comme mentionné par Diane Anderson-Minshall dans The Advocate, les relations de Jess tout au long du roman mettent également en évidence l'importance historique des travailleuses du sexe au sein des communautés lesbiennes.
Stone Butch Blues est considéré comme un classique culte dans les communautés LGBT et continue d'être populaire près de 30 ans après sa publication originale. À la bibliothèque LGBTQ Michael C. Weidemann, qui abrite plus de 9 000 livres, Stone Butch Blues « est toujours recherché ». Les personnes LGBT trouvent souvent du réconfort dans le sens du roman « d'espoir sombre, au cœur de l'auto-préservation queer ». Cependant, il a également été discuté comme un roman qui devrait être lu en dehors de la communauté LGBT, avec Jo Livingstone déclarant que « Stone Butch Blues, la pierre angulaire de sa carrière, est un très bon livre à tous points de vue », et qu'il vaut la peine lire « si vous êtes d'âge moyen ou âgé ou un adolescent qui n'a pas encore décidé quoi devenir ». Après la mort de Feinberg en 2014, le livre a reçu une attention médiatique renouvelée, mentionné dans Slate, The Guardian, CNN, Jezebel et d'autres,,.

## Historique des publications
Le roman a été publié pour la première fois par Firebrand Books (en) en 1993 et repris par Alyson Books (en) en 2003. Une édition du 20e anniversaire est sortie en 2014. Une édition e-book gratuite est actuellement disponible sur le site de Leslie Feinberg. Feinberg a demandé que l'édition du 20e anniversaire soit disponible gratuitement dans le cadre de « l'ensemble de son travail de vie en tant que communiste pour » changer le monde « dans la lutte pour la justice et la libération de l'oppression ».
En France, le livre a été publié aux éditions Hystériques et associées.

## Récompenses
Le livre a été finaliste du Lambda Literary Award 1994 dans la catégorie Fiction lesbienne et a partagé le prix dans la catégorie Small Press Books avec Sojourner: Black Gay Voices in the Age of AIDS. Il a également remporté le 1994 American Library Association Gay & Lesbian Book Award (maintenant le Stonewall Book Award).

## Thèmes majeurs
Stone Butch Blues est le plus souvent décrit comme un récit genderqueer. Il est parfois considéré comme postmoderne en raison de la manière dont il présente le genre comme un signifiant dépourvu de référent fixe dans le corps, et de la manière dont l'identité de Jess décompose les catégories du masculin et du féminin. En tant que tel, il s'agit également de franchir les frontières et de chercher un chez-soi. Jay Prosser écrit que « Jess ne se sent pas chez elle dans son corps féminin dans le monde et tente de le refaire avec des hormones et de la chirurgie ». En raison de sa masculinité, elle n'est pas non plus chez elle dans sa communauté d'origine, et ainsi la recherche d'un foyer devient également un thème.
Feinberg montre également comment le sexe et la classe se croisent pour façonner l'identité de Jess, en décrivant son malaise avec les féministes de la classe moyenne qui méprisent à la fois les identités de butch et de femme qui sont les normes de la propre communauté ouvrière de Jess. Cat Moses écrit que « Stone Butch Blues est informé par un désir sous-jacent pour le développement d'une conscience de classe révolutionnaire parmi le prolétariat, à travers les divisions sexuelles et raciales ».

## Traductions
Stone Butch Blues a été traduit en chinois, russe, allemand, italien, hébreu, slovène, basque, français, et espagnol.